# Långtjärnen (Särna socken, Dalarna, 684500-136751)
Långtjärnen är en sjö i Älvdalens kommun i Dalarna och ingår i Dalälvens huvudavrinningsområde. Sjön har en area på 0,074 kvadratkilometer och ligger 490,1 meter över havet. Sjön avvattnas av vattendraget Lill-Bjärten.

## Delavrinningsområde
Långtjärnen ingår i det delavrinningsområde (684577-136845) som SMHI kallar för Mynnar i Fjätan. Medelhöjden är 512 meter över havet och ytan är 10,27 kvadratkilometer. Det finns inga avrinningsområden uppströms utan avrinningsområdet är högsta punkten. Lill-Bjärten som avvattnar avrinningsområdet har biflödesordning 3, vilket innebär att vattnet flödar genom totalt 3 vattendrag innan det når havet efter 436 kilometer. Avrinningsområdet består mestadels av skog (62 procent) och sankmarker (26 procent). Avrinningsområdet har 0,08 kvadratkilometer vattenytor vilket ger det en sjöprocent på 0,7 procent.